# DC EP
DC EP is het derde deel (ep) van John Frusciante’s project om zes solo-albums te maken in een jaar. DC EP is uitgekomen op 14 februari 2004. Dit album heeft veel weg van het tweede deel van zijn project The Will to Death waar bondige melodieën centraal staan.
DC EP is opgenomen in Inner Ear studios in Washington DC, vandaar de naam DC EP.
Het Album is extra bijzonder volgens John Frusciante omdat het is opgenomen zonder inbreng van een synthesizer.
Deze ep bestaat uit 4 nummers met een totale duur van 14.49.

## Nummers
1. "Dissolve" – 4:27
2. "Goals" – 3:21
3. "A Corner" – 3:35
4. "Repeating" – 3:24

## Leden
- John Frusciante – zang, gitaar, bass, design
- Jerry Busher – drums
- Ian MacKaye – producer
- Don Zientara – Techniek
- Bernie Grundman – mastering
- Lola Montes – fotografie
- Mike Piscitelli – design

## Studio
- Phonographic Copyright (p) – Record Collection
- Copyright (c) – Record Collection
- Opgenomen bij – Inner Ear Studios
- Gemixt bij – Inner Ear Studios
- Gemasterd bij – Bernie Grundman Mastering